# Zotique Racicot
Zotique Racicot, né le 13 octobre 1845 au Sault-au-Récollet (Montréal) et décédé le 14 septembre 1915, fut un prêtre catholique, évêque auxiliaire à Montréal et évêque titulaire de Pogla (de).
Il occupe divers postes à l'Université Laval à Montréal dont ceux de vice-recteur (1895-1905) et de doyen de la Faculté des arts (1905-1915). 
La rue Saint-Zotique de Montréal a été nommée à son honneur, mais aussi une rue et un parc dans le quartier Ahuntsic (rue Zotique-Racicot et parc Zotique-Racicot).

## Source
- Dictionnaire biographique du Canada